# 富樫稙泰
富樫 稙泰（とがし たねやす）は、戦国時代の武将・守護大名。富樫氏25代当主。加賀国守護。

## 生涯
文明6年（1474年）頃、富樫泰成の子として誕生。当初は恒泰（つねやす）と名乗った。父・泰成が早世したため、祖父・富樫泰高の後継者として指名される。
明応2年（1493年）、室町幕府が赤松政則に北加賀半国の支配を安堵した事で泰高の影響力の低下を懸念し京より加賀に帰国した。
明応3年（1494年）、明応の政変によって失脚した10代将軍・足利義材が越中国で挙兵した時には、一向一揆の洲崎慶覚・河合宣久と共に越前国に侵攻し、朝倉貞景と交戦したものの、洲崎慶覚の裏切りや河合宣久の戦死によって、明応5年（1495年）には撤兵した。
こうして自身の手によって義材を復権させることは叶わなかったが、のちに大内義興の助力によって将軍職に復した義材改め義稙の偏諱を受け稙泰と改めた。
享禄4年（1531年）、享禄の錯乱にて小一揆方の味方をしたため、大一揆方に敗れて加賀守護の地位を追われた。稙泰は子の泰俊らを伴って越前金津城主・溝江長逸（その父・溝江景逸とも）のもとへと逃れた。
天文元年（1532年）、山科にて山科本願寺の戦いが勃発し、細川晴元をはじめとして六角定頼や法華宗などの猛攻撃により山科本願寺は灰と化し、証如は大坂へと逃れ、加賀にいた証如の配下たちは証如を助けるべく加賀を捨てた。こうした混乱により戦わずして旧領確保に成功したが、稙泰は越前に留まり、野々市に泰俊を派遣させた。
天文3年（1534年）から天文4年（1535年）になると、畿内での争乱が沈静化して本願寺も安定したため、配下一派も加賀に復帰し、野々市にいた泰俊を攻めた。泰俊は早々に放棄して再び越前へと逃れた。これにより富樫氏の権威は完全に失墜し、本願寺が本格的に領国内調停者の地位を確立した。
そして、再び力を強めた一向一揆により、金津にいた稙泰も5月11日に自害に追い込まれた。1532年の時点で朝倉氏と加賀一向一揆は和議が結ばれており、朝倉氏の配下であった溝江氏も加賀一向一揆と争うことはないため、見捨てられた形となったとされる。『富樫記』には自害したと記されている（ただし、名前は祖父・泰高と書かれているが、戒名は稙泰のものである。泰高と書かれたものはおそらく『富樫記』の誤植であると思われる。）。家督は嫡男・泰俊が逃亡していたため、次男・晴泰（晴貞）が継いだ。